# Moderata Fonte
Moderata Fonte, pseudonimo di Modesta Pozzo de' Zorzi (Venezia, 15 giugno 1555 – Venezia, 2 novembre 1592), è stata una poetessa italiana.

## Biografia
Dopo la morte dei genitori, avvenuta un anno dopo la sua nascita, fu affidata insieme al fratello Leonardo alla tutela della nonna. Dopo aver trascorso due anni in un convento, all'età di nove anni tornò a casa, dove studiò il latino e il disegno; si dedicò anche alla musica, imparando a cantare e a suonare il liuto e il clavicembalo.
Una delle sue prime opere, una sacra rappresentazione intitolata Le Feste, fu presentata al doge Nicolò da Ponte alla festa di Santo Stefano. Nello stesso anno, il 1581, Fonte pubblicò il poema cavalleresco I tredici canti del Floridoro, dedicato al granduca di Toscana Francesco I de' Medici per il suo matrimonio con Bianca Cappello. Dopo aver sposato Filippo de' Zorzi, un patrizio veneziano, Moderata si vide costretta, nei dieci anni di matrimonio, a sacrificare la propria attività letteraria. Morì all'età di trentasette anni, mentre dava alla luce il suo quarto figlio. Aveva però fatto in tempo a terminare la sua opera maggiore, il dialogo Il merito delle donne, che fu pubblicata postuma nel 1600.